# Rachel McAdams
Rachel Anne McAdams (n. 17 noiembrie 1978, London, Ontario, Canada) este o actriță canadiană.

## Biografie
Rachel Anne McAdams s-a născut la London, Ontario, și a crescut în apropierea orașului St. Thomas. Tatăl său, Lance, a fost șofer și lucrează pentru o companie de mobilă, iar mama sa, Sandra, este asistentă medicală.. Mai are doi frați, Daniel și Kayleen, make-up artist. Are rădăcini engleze, irlandeze, scoțiene și galeze. A făcut patinaj de performanță la vârsta de patru ani și actorie la 12 ani la un teatru din St. Thomas, care se numea Original Kids. Ulterior și-au mutat sediul și i-au propus să vină împreună cu întreg colectivul la noua locație și astfel și-a continuat studiile de actorie mai aproape de casă. Și-a făcut cursurile la Școala Publică Myrtle Street și Central Elgin din St. Thomas. La vârsta de nouă ani a jucat în producția studențească I Live in a Little city, care a fost și premiată. Și-a finaliyat studiile la Universitatea York din Toronto cu foarte bune calificative.
Rolul său de referință a fost cel din filmul Mean Girls, din anul 2004. A urmat o adaptare a filmului Jurnalul (film) și comedia Spărgătorii de nunți. Alte roluri au fost în filmele The Family Stone, Red Eye and The Time Traveler's Wife. În anul 2009 a jucat în filmul Sherlock Holmes (regizat de Guy Ritchie), în rolul Irene Adler, iar un an mai târziu în pelicula Morning Glory, în rolul Becky Fuller.

## Viața personală
McAdams a avut o relație cu Ryan Gosling, colegul ei de platou din The Notebook, din 2005 până în 2007, înainte de a se reuni pentru scurt timp în 2008. Din 2010 până în 2013, McAdams a avut o relație cu Michael Sheen, colegul ei de platou din Midnight in Paris.

## Filmografie
- Zbor de noapte (2005)
- Sherlock Holmes (2009)
- Sherlock Holmes: Jocul umbrelor (2011)
- Spotlight (2015)